# 二重スリット実験
二重スリット実験（にじゅうスリットじっけん、英: Double-slit experiment）とは、粒子と波動の二重性を典型的に示す実験。ヤングの実験で使われた光の代わりに1個の粒子を使ったものである。リチャード・P・ファインマンはこれを「量子力学の精髄」と呼んだ。
この実験は古典的な思考実験であった。実際の実験は1961年にテュービンゲン大学のクラウス・イェンソンが複数の電子で行ったのが最初であり、1回に1個の電子を用いての実験は1974年になってピエール・ジョルジョ・メルリらがミラノ大学で行った。1989年に技術の進歩を反映した追試を外村彰らが行なっている。
1982年、光子1個分以下にまで弱めたレーザー光による同様の実験が浜松ホトニクスによって行われた。
2002年に、この実験はフィジックス・ワールドの読者による投票で「最も美しい実験」に選ばれた。

## 実験

実験

電子銃から電子を発射して、向こう側の写真乾板に到達させる。その途中は真空になっている。電子の通り道にあたる位置に衝立となる板を置く。その板には2本のスリットがあり、電子はここを通らなければならない。すると写真乾板には電子による感光で濃淡の縞模様が像として描かれる。その縞模様は波の干渉縞と同じであり、電子の波動性を示している。
この実験では電子を1個ずつ発射させても、同じ結果が得られる。すなわち電子を1度に1個ずつ発射させることを何度も繰り返してから その合計にあたるものを写真乾板で見ると、やはり同じような干渉縞が生じている。

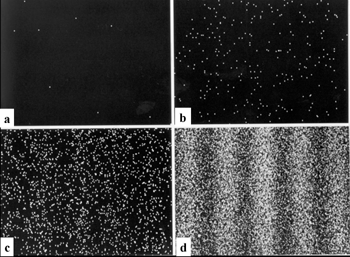
二重スリット実験の結果

1999年にはアントン・ツァイリンガーが、電子や光子のような極微の粒子の替わりに、フラーレンという大きな分子を使って同様に実験した場合にも、同じような干渉縞が生じるのを確認している。ツァイリンガーは次にウイルスによって干渉縞を生み出すことを目標としている。

## 解説

一つ一つの粒子の検出が干渉模様を作る様子

量子力学において粒子は、空間に広がる波動性と空間の1点で検出される粒子性を示す。標準解釈では波の振幅の大きさが、測定を行ったときの粒子の検出確率を示すと解釈される。
この種の実験以前では複数の粒子が波を構成するという考えもあったが、空間上の光子数から複数の粒子が波を構成することは困難であるとも予想されていた。
二重スリット実験では1つの粒子であっても粒子性と波動性の二重性を示すことを実証した。
尚、この実験結果は、ルイ・ド・ブロイの二重解の理論やデヴィッド・ボームの量子ポテンシャル理論、エドワード・ネルソンの確率力学等の確定した粒子軌道を想定した理論とも矛盾しない。
このうち、二重解の理論や量子ポテンシャル理論で計算すると、初期の位置と運動量が決まれば粒子の軌道は確定し、お互いの軌道が交叉することはなく、右側スリットを通過した粒子はスクリーン右側に到達し、左側スリットを通過した粒子はスクリーン左側に到達する。これらの理論においても、粒子の通過しない方のスリットを塞いだり、通過スリットを特定する検出装置を置くと、量子ポテンシャルに影響を与えるために干渉縞は消失する。

## 関連書籍
- リチャード・P・ファインマン著、砂川重信訳『ファインマン物理学 V 量子力学』岩波書店 1986年 ISBN 4-00-007715-5
古典力学とは大きく異なる量子力学的な系の振る舞いを読者に理解させるために、二重スリット実験を中心に解説を始めている教科書。